# Cylindraspis triserrata
Espèce
Synonymes
- Testudo schweigeri Gray, 1830
- Testudo triserrata Günther, 1873
- Testudo leptocnemis Günther, 1875
- Testudo microtympanum Boulenger, 1891
- Testudo guentheri Gadow, 1894
- Testudo gadowi Van Denburgh, 1914

Statut de conservation UICN

 EX  : Éteint
Cylindraspis triserrata est une espèce éteinte de tortues de la famille des Testudinidae.

## Répartition
Cette espèce était endémique de l'île Maurice.

## Publication originale
- (de) Günther, 1873 : Preliminary notice of some extinct tortoises from the islands of Rodriguez and Mauritius. Annals and Magazine of Natural History, ser. 4, vol. 11, p. 397 (texte intégral).